# タマシロオニタケ
タマシロオニタケ（玉白鬼茸、学名: Amanita sphaerobulbosa）は、ハラタケ目テングタケ科テングタケ属の中型から大型のキノコ（菌類）。全体が白色でシロオニタケに似ているが、柄の基部が棍棒状ではなく、急に大きく膨らんでいるのが特徴。毒キノコの一つ。

## 名前と分類
本種は最初、日本産の標本を基に Amanita sphaerobulbosa Hongoとして記載されたが、その後、北アメリカ産の Amanita abrupta Peck のシノニムとして扱われてきた。しかし、Yangらのタイプ標本を用いた研究によると、胞子や菌糸構造のいくつかの違いから、本種を A. abrupta とは異なる独立種であることを報告しており、本項目の学名はそれに従った。種小名sphaerobulbosaはラテン語で「丸い球根」の意味で柄の基部の形態に由来する。命名者は菌類学者の本郷次雄(1923-2007)。
和名タマシロオニタケは、シロオニタケという種に地上部がよく似ていること、柄の基部が球根のように膨らむのでタマ（玉）として加えたもの。和名は本郷の弟子で香川県で高校教員をしながらアマチュア菌類学者として活躍した豊嶋弘の提案によるものだという。

## 分布・生態
原記載論文のHongo (1969)では模式標本は滋賀県および香川県のブナ（Fagus crenata）林で採取したとしている。
外生菌根菌。夏から秋にかけて、ブナ、ミズナラ、アカマツ、コナラ、シイ、カシなど、広葉樹や針葉樹林、雑木林の林床で、主にブナ科の樹下に発生する。里山の雑木林、奥山のブナ、ミズナラなどの天然林にも発生する。
日本（本州以南）、韓国、中国に分布する。韓国での菌類調査でも本種と同じく胞子に突起を持つものが見つかっている。かつて北米種 Amanita abruptaと同一種扱いされていた時は日本と北米東部に分布する珍しい分布域のキノコだとされていた。

## 形態
子実体は傘と柄からなるテングタケ型で、全体が白色から淡い褐色。傘は径3–7センチメートル (cm) で、半球形から丸山形、まんじゅう形に開き、のちに平形になる。傘の色は白色で、ときに淡褐色を帯びることもある。表面は粘性無く、全面に白い角錐状の小さなイボを散在するが、傘が開くと脱落しやすい。傘の縁に条線はない。縁部からツバの破片が垂れ下がることもある。傘裏のヒダは密で白色、柄に対して離生し、縁部は粉状になっている。
柄も白色で、長さ8–14 cm、径0.6–0.8 cm、上下同径で基部は扁球状（カブ状）に膨大するのが特徴。柄の表面に、綿屑から繊維状の小鱗片（ツボの名残）に覆われ、上部に膜質のツバがあり、上面に条線がある。ツボは粒状で不明瞭であるが、何重かの環状になって残っていることもある。しばしば、基部の一部が縦に裂けた状態になる。肉は白色。
担子胞子は7 - 9.5マイクロメートル (μm) の亜球形で、平滑、アミロイド性。

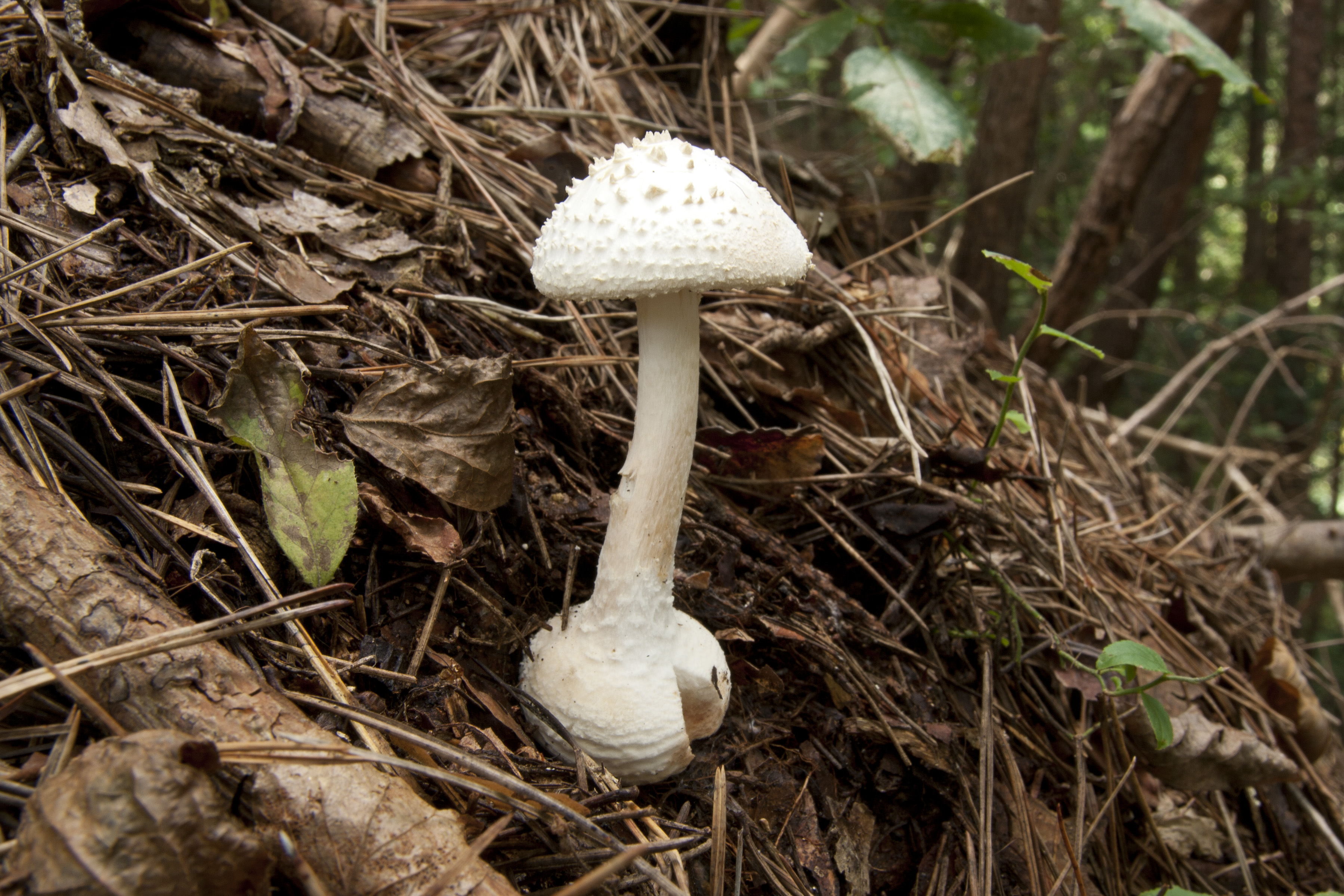
幼菌
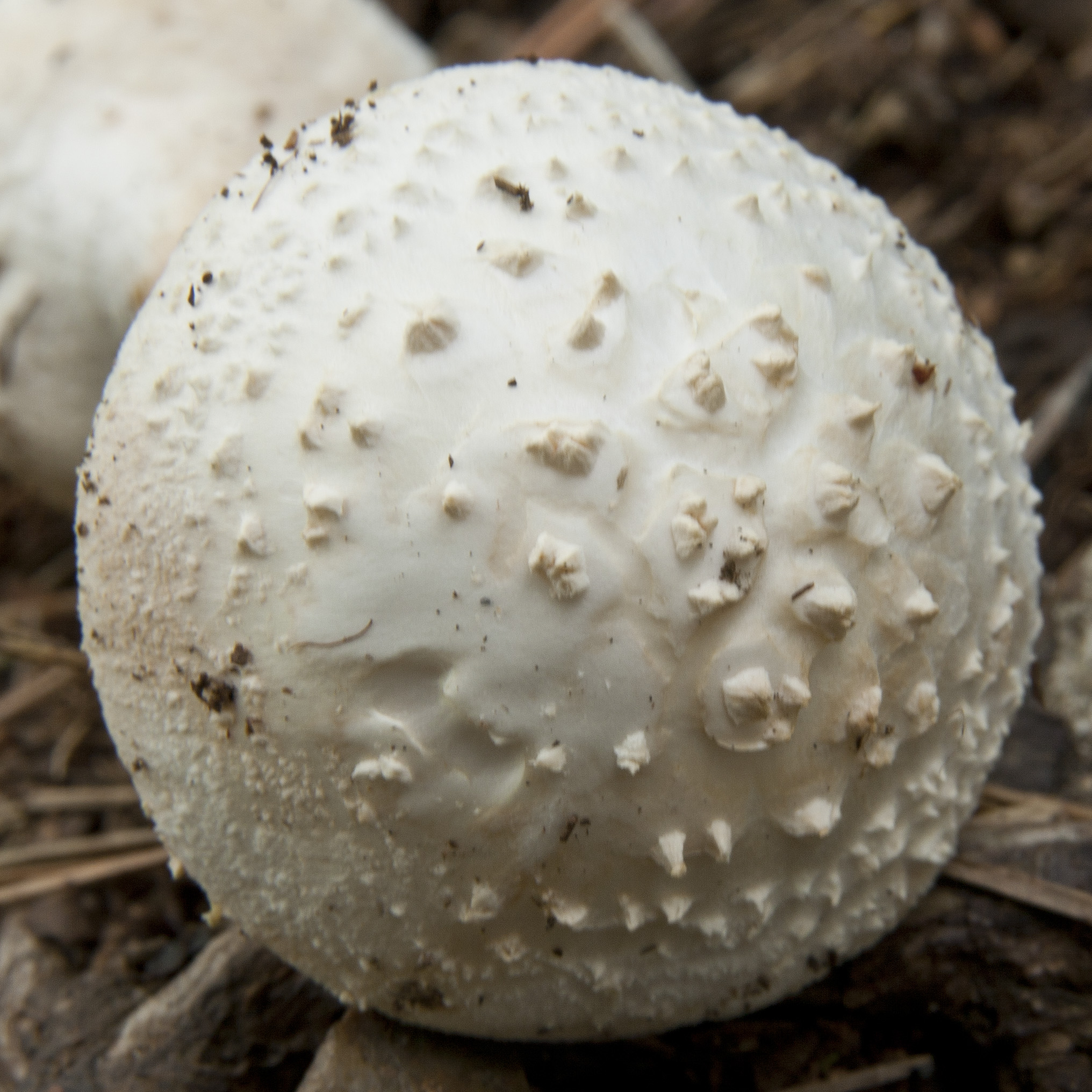
傘表面には尖った鱗片がつく
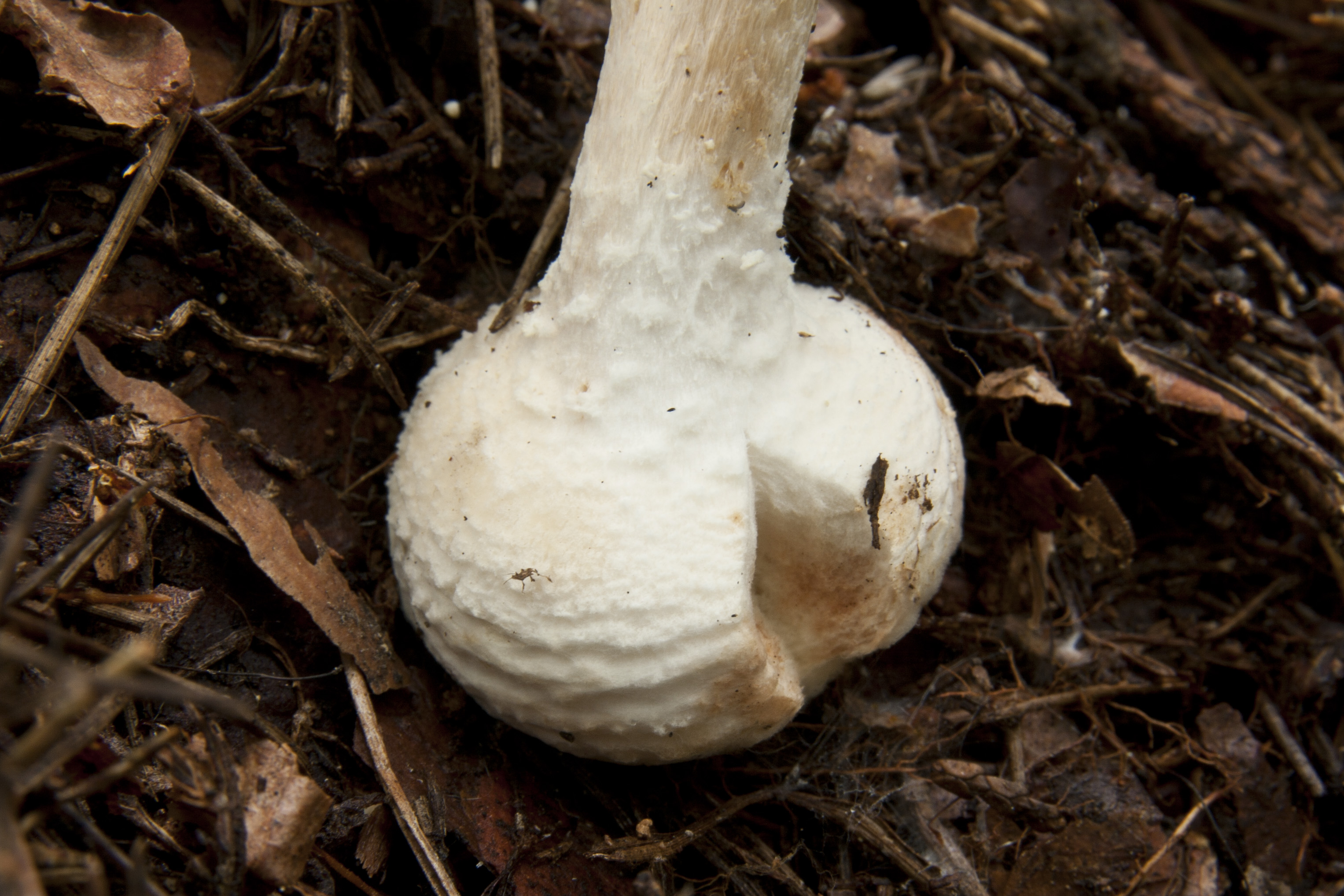
柄の基部はカブ状に膨らむ

## 毒性

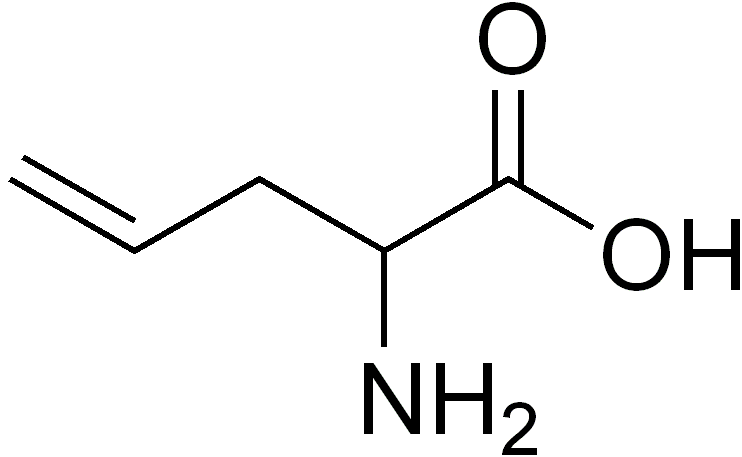
アリルグリシンの構造式

毒成分は、アミノ酸のヘキサジエン酸（2-アミノ-4,5-ヘキサジエン酸）、アリルグリシン、プロパルギルグリシン（シスタチオニンγリアーゼ阻害作用を持つ）、ペンチン酸（2-アミノ-4-ペンチン酸）などの強い毒成分を含む。
その他成分として、2-アミノ-5-クロロ-6-ヒドロキシ-4-ヘキセン酸 (2-amino-5-chloro-6-hydroxy-4-hexenoic acid) を含む。
アマトキシン類によるものではないが（環状ペプチドについては未調査）、腹痛を伴った激しい嘔吐や下痢などの典型的なコレラ様症状で、アマトキシン類の中毒の症状と非常に類似する。1978年に長野県ではこのキノコによると思しき2名の死亡例も報告されている。

## 類似種
Amanita abrupta（和名未定）はアメリカ東部から報告された本種の類似種である。前述のようにかつては本種と同一種扱いされていた。
シロオニタケ（Amanita virgineoides）は広葉樹林の地上に発生する白い大型の毒キノコ。傘に角錐状のイボを多数つけ、ツバは膜質、根本は棍棒状にふくらむ。
コシロオニタケ（Amanita castanopsidis）は、本種と外観が似ているが、担子胞子の大きさが8.5 - 12 × 5.5 - 7 μmの長楕円形であることから区別される。
ササクレシロオニタケ（Amanita cokeri f. roseotincta）は針葉樹・広葉樹の混生林に生える毒キノコ。全体は白色で、イボはのちに褐色を帯びるようになり、柄の下方から基部に欠けてささくれ状の鱗片がある。